# Tête de turc (pel·lícula de 2010)
Tête de turc (francès: Cap de turc) és un thriller francès del 2010 dirigit i protagonitzat per Pascal Elbé, juntament amb Roschdy Zem i l'actriu israeliana Ronit Elkabetz. Es va estrenar a França el 31 de març de 2010. La pel·lícula es va inspirar en l'incident de la vida real de l'any 2006 a Marsella on un grup d'adolescents empobrits va incendiar un autobús, cremant greument una passatgera. Va rebre la seva estrena internacional 'en competició' el 31 d'agost de 2010 al Festival Internacional de Cinema de Montreal, seguida d'una estrena en cinemes al Canadà el 10 de setembre de 2010.

## Argument
Enmig dels suburbis d'immigrants de Marsella, es desenvolupa una cadena devastadora d'esdeveniments quan Bora, un turc de 14 anys, llença un cóctel molotov a un cotxe. L'ocupant és un metge d'emergències que ha estat cridat per atendre una dona amb problemes cardíacs. Lamentat, l'adolescent rescata el metge ferit que acaba en coma. La saga continua amb el germà del metge buscant trobar l'autor.

## Repartiment
- Roschdy Zem com Atom
- Pascal Elbé com a Simon
- Ronit Elkabetz com a Sibel, la mare de la Bora
- Samir Makhlouf com a Bora
- Simon Abkarian com El vidu
- Florence Thomassin com a Mouna
- Valérie Benguigui com a Yelda
- Monique Chaumette com a Nora, la mare d'Atom i Simon
- Laure Marsac com a Claire, la xicota d'Atom
- Stéphan Guérin-Tillié com a Samuel Levasseur
- Gamil Ratib com a Aram
- Moussa Maaskri com a Irfan
- Adèle Exarchopoulos com a Nina
- Léo Elbé com a Nuri
- Annie Grégorio com a La infermera
- Brigitte Catillon com a alcaldessa

## Producció
Per al projecte, Elbé va fer una investigació exhaustiva: "Em vaig reunir amb treballadors socials, metges d'urgències i policies.. També vaig veure urbanitzacions totalment abandonades, on ja no hi ha comissaries en un radi de 2 km. Per a mi, és una pel·lícula compromesa amb la situació social. Em vaig inspirar en les pel·lícules de Robert Altman, Paul Haggis i sobretot les d'Alejandro Gonzalez, em vaig dir que era arriscat, però no hi havia cap raó per no provar això a França."
El director també va investigar els autors reals d'un atemptat a l'autobús de Marsella que va influir en la seva narració: "El que més em va sorprendre va ser que un any després, els joves no van parlar durant el judici i mai van demanar perdó", va explicar el director. "Com si la seva condemna a la presó no hagués servit de res. I com si el nostre pacte social s'hagués esmicolat."
Els papers basats en els personatges van ser un element important per a Elba, ja que va explicar el desenvolupament del seu personatge preferit, Sybil (Elkabetz). "Penso en la mare com un vaquer amb faldilla. Manté la seva dignitat, perquè si cau, tota la resta ho fa. A través d'ella, he volgut retre homenatge a totes aquelles mares dels suburbis que crien soles els fills perquè els seus marits han marxat. Vaig triar una actriu que em recorda aquelles grans estrelles italianes de la postguerra, com Anna Magnani."
Amb un cost de 5,5 milions d'euros, la pel·lícula va ser produïda per Alicéleo i France 2 Cinéma va coproduir el projecte. La pel·lícula també va rebre el suport financer del Centre Nacional de Cinema i Imatge en Moviment (CNC).

## Recepció
La pel·lícula va rebre una reacció positiva del diari Le Monde. El seu crític, Jean-Luc Douin, va elogiar la pel·lícula "atractiva" per "abordar els problemes de la societat i enfrontar-se a qüestions de moralitat". Le Figaro va elogiar Elbé per "abraçar temes de violència, el codi del silenci i l'amor servits per un repartiment raonable". El diari va continuar qualificant-la com una "pel·lícula tremendament humana". Es va projectar al Festival Internacional de Cinema de Montreal de 2010 i, posteriorment, a l'únic diari en anglès de la ciutat, The Gazette va donar al "drama notable" 4 de 5 estrelles. També fou nominada al César a la millor primera pel·lícula als 36a cerimònia dels Premis César.